# クレメント・シェブリエ
クレメント・シェブリエ（Clément Chevrier、1991年6月29日 - ）は、フランス・アミアン出身の自転車競技（ロードレース）選手。AG2R・ラ・モンディアル所属。

## 来歴

### アマチュア時代
2011年から2013年まで、現在所属するAG2R・ラ・モンディアルの育成チームであるシャンベリー・シクリズムフォーメーションに所属。
2013年にはU23のフランスナショナルチームメンバーにも選出され、ツール・ド・レン、ツール・ド・ラブニール、世界選手権ロードレースに出場した。

### プロ時代
フランスのチームであるルーベ・リール・メトロポールのレースディレクター、フランシス・ヴァンロンデルセルと連絡を取り、2014年にアクセル・メルクスが監督を務めるアメリカのコンチネンタルチーム、ビッセル・デベロップメントに加入。
2014年、サン・ディマス・ステージレースで総合優勝し、夏からトレック・ファクトリー・レーシングにトレーニーとして加入。USA・プロ・サイクリング・チャレンジで総合12位に入った。
2015年、IAMサイクリングに2年契約で移籍。22歳でジロ・デ・イタリアに初出場し、総合69位で完走した。
2016年9月、グランプリ・ド・ワロニーで落車し、橈骨を骨折した。
2017年、AG2R・ラ・モンディアルに2年契約で移籍。

## 主な成績
- 2010年
  - トレ・チクリスティカ・ブレスチアーナ 区間優勝（第2）

- 2011年
  - ツール・デ・モージュ 総合優勝

- 2012年
  - ピッコロ・ジロ・ディ・ロンバルディア 7位

- 2013年
  - ツール・ド・サヴォワ・モンブラン 総合2位、区間優勝（第4）、ユース賞
  - ジロ・デッラ・ヴァッレ・ダオスタ 総合3位
  - ラ・コモントリエンヌ 3位
  - フレッチア・デイ・ヴィーニ 6位
  - ピッコロ・ジロ・ディ・ロンバルディア 9位
  - ロンド・ド・リザール 総合10位
  - 世界選手権ロードレース U23 11位

- 2014年
  - サン・ディマス・ステージレース 総合優勝
  - USA・プロ・サイクリング・チャレンジ 総合12位、ユース賞

### グランツール

#### ジロ・デ・イタリア
- 2015年：総合69位
- 2017年：総合81位

#### ブエルタ・ア・エスパーニャ
- 2016年：総合41位
- 2017年：総合61位